# Phrase (software)
Phrase (formalmente conocido como Phrase Localization Suite) es una plataforma de software como servicio diseñada para automatizar y optimizar la traducción y localización de productos digitales, como aplicaciones web o móviles, páginas web, contenido de mercadotecnia, etc. para mercados internacionales. En enero de 2021, Memsource adquirió Phrase. En septiembre de 2022, ambas marcas anunciaron una identidad conjunta y formaron Phrase Localization Suite.

## Historia
Phrase comenzó como un editor local para traducciones utilizando las bibliotecas de localización Ruby i18n y JQuery. Se presentó como una demostración técnica en el Euruco 2012 en Ámsterdam. La idea pronto fue respondida por solicitudes de los primeros usuarios de almacenar, editar y compartir archivos locales en línea, demanda de la cual se inspiró y lanzó Phrase Translation Center. A partir de 2022, el antiguo producto Phrase ahora se conoce como Phrase Strings y forma parte de Phrase Localization Suite, centrado en la localización de software.